# Rouziers
Rouziers ist eine französische Gemeinde mit 110 Einwohnern (Stand: 1. Januar 2022) im Département Cantal in der Region Auvergne-Rhône-Alpes. Sie gehört zum Arrondissement Aurillac und ist Teil des Kantons Maurs. Die Einwohner werden Montmuratois genannt.

## Lage
Rouziers liegt im Zentralmassiv, etwa 20 Kilometer südwestlich von Aurillac. An der westlichen Gemeindegrenze verläuft das Flüsschen Anès, im Osten sein Zufluss Toursac. Umgeben wird Rouziers von den Nachbargemeinden Parlan im Norden und Westen, Cayrols im Norden, Boisset im Osten sowie, Saint-Julien-de-Toursac im Süden.
Durch die Gemeinde führt die Route nationale 122.

## Bevölkerungsentwicklung
| Jahr                       | 1962 | 1968 | 1975 | 1982 | 1990 | 1999 | 2006 | 2011 | 2016 |
| Einwohner                  | 227  | 193  | 185  | 142  | 119  | 122  | 130  | 132  | 121  |
| Quellen: Cassini und INSEE |      |      |      |      |      |      |      |      |      |

## Sehenswürdigkeiten
- Kirche Saint-Martin

## Persönlichkeiten
- Pierre de Rougier (um 1140 geboren), Troubadour